# Point Hicks
Point Hicks är en udde i Australien. Den ligger i kommunen East Gippsland och delstaten Victoria, omkring 380 kilometer öster om delstatshuvudstaden Melbourne.
Trakten är glest befolkad. Det finns inga samhällen i närheten.
Genomsnittlig årsnederbörd är 1 253 millimeter. Den regnigaste månaden är juni, med i genomsnitt 246 mm nederbörd, och den torraste är juli, med 62 mm nederbörd.